# ベアトリス・ド・ヴィエンヌ
ベアトリス・ド・ヴィエンヌ（フランス語：Béatrice de Vienne, 1160年 - 1230年）または、ベアトリス・ド・ヴィエノワ（Béatrice de Viennois）、ベアトリス・ド・マコン（Béatrice de Mâcon）は、サヴォイア伯ウンベルト3世の4番目の妃。

## 生涯
ベアトリスはマコン伯ジェラール1世（マコン伯ギヨーム3世の息子）とモーレット・ド・サランの第2子で、7人のきょうだいがいた。
サヴォイア伯ウンベルト3世は、1175年に3番目の妃クレメンティア・フォン・ツェーリンゲンが死去した後、悲しみのあまり再婚を拒否した。しかし、このときウンベルト3世には男子がおらず、結局ウンベルト3世は説得され、翌年にベアトリスと4度目の結婚をした。1178年、ベアトリスは息子ウンベルト3世を産んだ。
ベアトリスは1230年にアキテーヌのシャンパーニュ＝エ＝フォンテーヌにおいて死去した。